# Deutsche Synchronkartei
Die Deutsche Synchronkartei ist eine Online-Datenbank über Synchronsprecher in Film- und Fernsehproduktionen. Sie ist als wissenschaftliche und frei zugängliche Informationsquelle im Datenbank-Infosystem gelistet.
Im April 2021 befanden sich in der Synchronkartei laut stimmt! – Der Synchronsprecher-Podcast über 172.000 Schauspieler, über 11.000 Sprecher, über 40.000 Filme, knapp 7000 Serien und fast 4.000.000 Filmrollen, wobei 75 neue Filmrollen und 100 neue Serienrollen pro Tag hinzukommen.

## Inhalt
Die Deutsche Synchronkartei ist eine werbefinanzierte 1 Online-Datenbank, in der (internationale) Schauspieler und deren deutschsprachige Synchronsprecher aufgeführt sind und in der – sofern bekannt – die verantwortliche Synchronfirma, der verantwortliche Dialogregisseur und der Dialogbuchautor genannt werden. Die Datenbank ermöglicht die Suche nach Serien, Filmen, Schauspielern und Synchronsprechern. Jeder Nutzer kann ohne vorherige Registrierung neue Daten eingeben bzw. falsche Einträge korrigieren. Diese Eingaben werden vor der Freischaltung vom Team weitestgehend geprüft. Eine Angabe über die Quellen und damit die Richtigkeit der Daten gibt es jedoch nicht. Anfang 2020 verfügte die Datenbank laut Eigendarstellung über 700.000 Einträge und wurde durchschnittlich von etwa 30.000 Nutzern pro Tag besucht (Stand 31. Januar 2020).

## Geschichte
Ursprünglich war die Datenbank eine Sammlung von statischen HTML-Dateien. Diese Version existierte laut Entwickler Christopher Beppler bis zum 31. Dezember 2005. An diesem Tag startete die neue Version der Synchronkartei.
Am 30. April 2006 stellte Beppler den sogenannten Eingabe-Wizard fertig. Dieser erlaubt es den Besuchern, selbständig Einträge zur Synchronkartei hinzuzufügen.
Zuvor stammten die Informationen der Datenbank aus verschiedenen Quellen, wie Betreiber Martin Schowanek berichtet: „[…] Die Quellen sind in erster Linie meine [Schowaneks] Ohren, aber natürlich auch die zahlreichen Mails sowie die wenigen Filme, bei welchen die Sprecher in Abspann genannt werden. Hinzu kommen noch Zeitungsartikel, Hörspielkassetten und TV-Auftritte von Sprechern […]“ sowie Informationen von Mitgliedern des Synchronforums, in dem Schowanek ebenfalls ein sehr aktives Mitglied ist und dort auch regelmäßig über seine Datenbank informiert.
Viele der Einträge stammen mittlerweile von den Sprechern selbst, die ihre Dispositionslisten an die Betreiber schicken. Das sei laut Beppler sehr wertvoll für sie, da sie auf diese Art häufig an Infos zu kleineren Rollen kommen, die sonst vielleicht untergegangen wären. Es gebe auch viele Synchroninteressierte, die die Seite häufig besuchen und z. B. auf Fehler hinweisen. Man könne sagen, dass die Schwarmintelligenz funktioniert.
Laut Schowanek pflegen auch viele Sprecher selbst über den Wizard die eigenen Einträge, aber auch Studios lassen ihnen ganze Listen zukommen.
Die letzte größere technische Änderung war am 9. Februar 2008 die Veröffentlichung der Version 2.1 des Eingabe-Wizard. Dieser nutzt, laut Beppler, „nun die eine oder andere AJAX-Funktionalität, sodass das lange Laden der Dropdown-Menüs entfällt.“
Des Weiteren gibt es eine mobile App, die das Durchsuchen der Datenbank auf einem Android-Smartphone ermöglicht.

## Rezeption
Die deutsche Synchronkartei ist, neben der kostenpflichtigen Synchrondatenbank von Arne Kaul, die umfangreichste Datenbank ihrer Art im deutschsprachigen Raum. Zahlreiche Entertainment-Websites wie moviepilot oder IGN sowie Anime News-Portale verweisen auf sie. So berichtet die Plattform moviejones.de, dass Synchronkartei als erste über den Tod von Arne Elsholtz berichtete.
Das Portal moviepilot verweist z. B. in seinem Bericht über den Tod Bernd Rumpfs auf eine „umfangreiche Übersicht“ über Rumpfs Schaffen als Synchronsprecher.
Der Blog „Tränen im Regen“ äußert sich über das Angebot folgendermaßen:

„Die Datenbank ist wirklich umfassend, gut gepflegt und sehr übersichtlich. Was immer ihr zum Thema sucht, ihr habt gute Chancen die Antwort zu finden.“

## Statistik
Laut Alexa rangierte die Website Synchronkartei im Januar 2021 unter den 200.000 beliebtesten Websites im Internet.